# Nedajno
Nedajno (cyr. Недајно) – wieś w Czarnogórze, w gminie Plužine. W 2011 roku liczyła 12 mieszkańców.